# Фентон (Мічиган)
Фентон (англ. Fenton) — місто (англ. city) в США, в округах Дженесі, Лівінгстон і Окленд штату Мічиган. Населення — 12 050 осіб (2020).

## Географія
Фентон розташований за координатами 42°48′0″ пн. ш. 83°42′51″ зх. д. / 42.80000° пн. ш. 83.71417° зх. д. (42.799947, -83.714234).  За даними Бюро перепису населення США в 2010 році місто мало площу 18,14 км², з яких 17,30 км² — суходіл та 0,84 км² — водойми.

## Демографія
Згідно з переписом 2010 року, у місті мешкало 11 756 осіб у 5067 домогосподарствах у складі 2953 родин. Густота населення становила 648 осіб/км².  Було 5572 помешкання (307/км²).
Расовий склад населення:
| - 95,1 % — білих - 1,3 % — чорних або афроамериканців - 0,7 % — азіатів - 0,3 % — корінних американців |

До двох чи більше рас належало 2,0 %. Частка іспаномовних становила 2,5 % від усіх жителів.
За віковим діапазоном населення розподілялося таким чином: 24,1 % — особи молодші 18 років, 61,5 % — особи у віці 18—64 років, 14,4 % — особи у віці 65 років та старші. Медіана віку мешканця становила 36,0 року. На 100 осіб жіночої статі у місті припадало 88,1 чоловіків;  на 100 жінок у віці від 18 років та старших — 82,1 чоловіків також старших 18 років.
Середній дохід на одне домашнє господарство  становив 56 142 долари США (медіана — 44 321), а середній дохід на одну сім'ю — 65 266 доларів (медіана — 58 770). Медіана доходів становила 48 194 долари для чоловіків та 42 446 доларів для жінок. За межею бідності перебувало 13,4 % осіб, у тому числі 18,3 % дітей у віці до 18 років та 8,1 % осіб у віці 65 років та старших.
Цивільне працевлаштоване населення становило 5512 особи. Основні галузі зайнятості: освіта, охорона здоров'я та соціальна допомога — 22,8 %, виробництво — 16,2 %, роздрібна торгівля — 14,6 %.